# Lydia Gurley
Lydia Gurley (Athenry, 9 september 1984) is een Iers voormalig wielrenster. Zij was actief op de baan en op de weg. Gurley behaalde in 2017 samen met Lydia Boylan een tweede plaats op de koppelkoers tijdens de Europese kampioenschappen baanwielrennen.

## Belangrijkste resultaten

### Op de weg
2015
 Iers kampioenschap op de weg
2016
 Iers kampioenschap tijdrijden
2018
 Iers kampioenschap op de weg

### Op de baan
| Jaar | IK                      | EK                            | WK                                          | Overig                                                                                |
| ---- | ----------------------- | ----------------------------- | ------------------------------------------- | ------------------------------------------------------------------------------------- |
| 2016 | achtervolging           | 7e koppelkoers                |                                             |                                                                                       |
| 2017 | achtervolging · scratch | koppelkoers · 4e scratch      | 10e koppelkoers 15e puntenkoers 15e scratch | WB Cali: · scratch                                                                    |
| 2018 |                         | 5e puntenkoers 8e koppelkoers | 9e koppelkoers 15e scratch 16e puntenkoers  |                                                                                       |
| 2019 |                         | 8e koppelkoers                | 12e scratch                                 | WB Cambridge: · scratch · Europese Spelen: · 5e koppelkoers · 5e ploegenachtervolging |
| 2020 |                         |                               | 11e koppelkoers 21e scratch                 |                                                                                       |